# Oknyttjärnarna
Oknyttjärnarna är en sjö i Arvidsjaurs kommun i Lappland och ingår i Byskeälvens huvudavrinningsområde. Sjön har en area på 0,0315 kvadratkilometer och ligger 389,9 meter över havet.

## Delavrinningsområde
Oknyttjärnarna ingår i det delavrinningsområde (727550-165688) som SMHI kallar för Mynnar i Börstträsket. Medelhöjden är 409 meter över havet och ytan är 16,53 kvadratkilometer. Det finns inga avrinningsområden uppströms utan avrinningsområdet är högsta punkten. Vattendraget som avvattnar avrinningsområdet har biflödesordning 3, vilket innebär att vattnet flödar genom totalt 3 vattendrag innan det når havet efter 144 kilometer. Avrinningsområdet består mestadels av skog (69 procent) och sankmarker (26 procent). Avrinningsområdet har 0,76 kvadratkilometer vattenytor vilket ger det en sjöprocent på 4,6 procent.